# Берегове-Друге
Берегове-Друге (рос. Береговое-Первое) — село у Прохоровському районі Бєлгородської області Російської Федерації.
Населення становить 318  осіб. Входить до складу муніципального утворення Береговське сільське поселення.

## Історія
Населений пункт розташований у східній частині української суцільної етнічної території — східній Слобожанщині.
Згідно із законом від 20 грудня 2004 року № 159 від 2004 року органом місцевого самоврядування є Береговське сільське поселення.

## Населення
1. Н/Д[2]

1. Н/Д[3]